# ASG
ASG, (ursprungligen förkortning för AB Svenska Godsbilcentraler, sedermera namnändrat till AB Svenska Godscentraler) var ett svenskt transport- och logistikföretag vars huvudsysselsättning var landsvägstransporter, både inrikes och internationellt via dotterbolaget ERT (European Road Transport) 
ASG bildades 12 juli 1935 av Stockholms Rederi AB Sveas verkställande direktör Emanuel Högberg under namnet AB Svenska Godsbilcentraler, men hade startat verksamheten redan 1 juli samma år. Bakgrunden var att Sveabolagets Ångbåtskontor i Göteborg 1932 gjort en utredning om transportmarknadens framtida utveckling, vars slutsatser ledde till att bolaget köpte AB Bilgodscentralen, embryot till ASG.
År 1939 omfattade organisationen 35 agenturer och lokalkontor i Sverige. Cirka 140 åkare var anslutna och vagnparken omfattade omkring 450 fordon. Fraktomsättningen var närmare 550 miljoner kronor. År 1941 köpte SJ 50 procent av ASG. Året efter döptes bolaget om till AB Svenska Godscentraler.
Verksamheten kom att bedrivas framför allt inom lastbils- och järnvägstransporter. Man bedrev även egen åkeriverksamhet genom åkerierna Hellgrens Expressfrakt i Skellefteå och Malkom Andressons Åkeri i Värnamo. Hellgrens Expressfrakt köpte även WVB Åkeri i Göteborg och Rolf Holms Åkeri i Umeå, det är dessa åkerier som idag utgör DHL Åkeri. Mellan åren 1941 och 1990 (då företaget blev börsnoterat) var Statens Järnvägar den dominerande ägaren. Eftersom bolaget var mest känt under sin akronym ASG, bytte bolaget namn till ASG AB år 1979.
År 2000 köpte Deutsche Post (den tyska posten) via dotterbolaget Danzas upp hela ASG som då bytte namn till Danzas. År 2002 köpte tyska posten upp DHL, vilket sedermera valdes som namn då det ansågs mera känt världen över än vad Danzas var, så från och med hösten 2003 heter det tidigare ASG alltså DHL.